# Tiberiu Macovei
Tiberiu Macovei (născut la data de 1 ianuarie 1948) a fost un deputat român în legislatura 1990-1992, ales în județul Vaslui pe listele partidului FSN.